# Hexagone (théâtre)
Pour les articles homonymes, voir Hexagone (homonymie).
L’Hexagone est un théâtre labellisé scène nationale situé à Meylan, près de Grenoble. Consacré au spectacle vivant, il oriente son travail sur la rencontre entre les arts et les sciences.

## Histoire et présentation
Le théâtre l’Hexagone est créé en 1976 par la ville de Meylan avec le soutien de l’État. Pierre Hwang du cabinet UA38 en est l’architecte, Bernard Floriet en conçoit la scène et Max Laigneau est nommé à sa direction, puis Alyette Châteauminois lui succède.
En 1978, l’association APACH’M (Association pour les activités culturelles de l’Hexagone de Meylan) est fondée afin d’organiser des activités culturelles et militer pour le développement de la culture en Rhône Alpes. Maurice Jondeau prend la direction de l’Hexagone en 1982. Grâce à ses initiatives de politique culturelle soutenues par le sénateur maire Guy Cabanel, le théâtre devient CAAC (Centre d’animation et d’action culturelle) en 1989 .
C’est en 1991 que la structure est labellisée Scène nationale par le Ministère de la culture, et ce dès la création de ce label,. Depuis 2001, l’Hexagone est dirigé par Antoine Conjard. Le théâtre est devenu scène nationale Arts Sciences en 2014. À partir de janvier 2017, l'hexagone passe sous contrôle de la métropole de Grenoble qui se dote de la compétence culture.
En novembre 2021, Jérôme Villeneuve est nommé directeur, succédant à Antoine Conjard. Après avoir été président de l’association Arcan (Association ressource pour la création artistique numérique), qui organise plusieurs événements autour des arts, de la science et du numérique, comme Negotium ou DN[A] et chercheur au sein de la cellule « Arts Numériques et Immersions Sensorielles », construite avec le Ministère de la Culture, le CNRS, l’Université Grenoble Alpes et installée au laboratoire GIPSA-Grenoble, il développe un projet  pour l’Hexagone, dans la ligne arts sciences, qui s’appuie sur trois axes forts :
- La relation Arts & Sciences comme cadre conceptuel et méthodologique
- Les arts numériques comme sphère d’expérimentation sur les outils pour la création, la médiation et les nouvelles écritures
-  La relation Nature|Société comme cadre généralisé
L’Hexagone dispose d’une salle de 565 places et d’un plateau de 11,70 mètres d’ouverture au cadre de scène, de 8,85 mètres de profondeur et de 9,70 mètres en hauteur.

## Missions
L’Hexagone est un lieu de production artistique d’importance nationale dans différents domaines de la culture contemporaine. Il organise la diffusion et la confrontation des formes artistiques et participe à une action de développement culturel dans son aire d’implantation (bassin grenoblois, Isère et Rhône-Alpes).
Depuis 2001, l’Hexagone mène une action visant à mettre en synergie les arts et les sciences. L’établissement favorise la rencontre, la recherche, la création et l’innovation autour du thème arts sciences.

## Manifestations
Afin d’explorer et valoriser la relation arts sciences, l’Hexagone a développé plusieurs initiatives.

### EXPERIMENTA, la Biennale arts sciences
La première édition de la biennale arts sciences appelée à l'origine Rencontres-i s’est tenue en octobre 2002 et se poursuit tous les deux ans. Elle a été le point de départ de nombreux projets dans lesquels les artistes contemporains se nourrissent de l’activité du territoire, et inversement. En effet, la région grenobloise s'affirme comme un grand centre scientifique européen,,. En 2017, afin de se donner plus de visibilité à l'international, l'Hexagone décide de changer le nom de sa biennale en EXPERIMENTA, dont la première édition se déroule en février 2025.

### L'Atelier Arts Sciences
À la suite du développement de la biennale, l'Atelier Arts Sciences est un laboratoire de recherche créé en 2007 au sein du Minatec IDEAs Laboratory en collaboration avec le CEA Grenoble afin de favoriser le développement de projets communs et innovants en proposant des résidences de recherche aux artistes et scientifiques. Le salon EXPERIMENTA qui a lieu tous les deux ans, est la vitrine de ces recherches et expérimentations entre artistes et scientifiques.
Les résidences ont donné lieu à des créations sous de multiples formes (spectacles, installations, expositions, concerts,…) avec des artistes venant d’horizons différents comme Adrien Mondot, Daniel Danis, le groupe EZ3kiel, Annabelle Bonnery, les n+1, Michele Tadini, EZRA,, Valérie Legembre, Lionel Palun, Thomas Pachoud, Olivier Vallet, Ravelli/Castagna, Yann Nguema, Rachel Martin, Bruno Thircuir, le groupe n+1, Marc Chalosse, Thierry Poquet, Jean-Philiipe Lambert et Aki Ito...

## Accès
L'Hexagone est desservi par les lignes de bus C1, 13 et T80.